# Корсет Шено

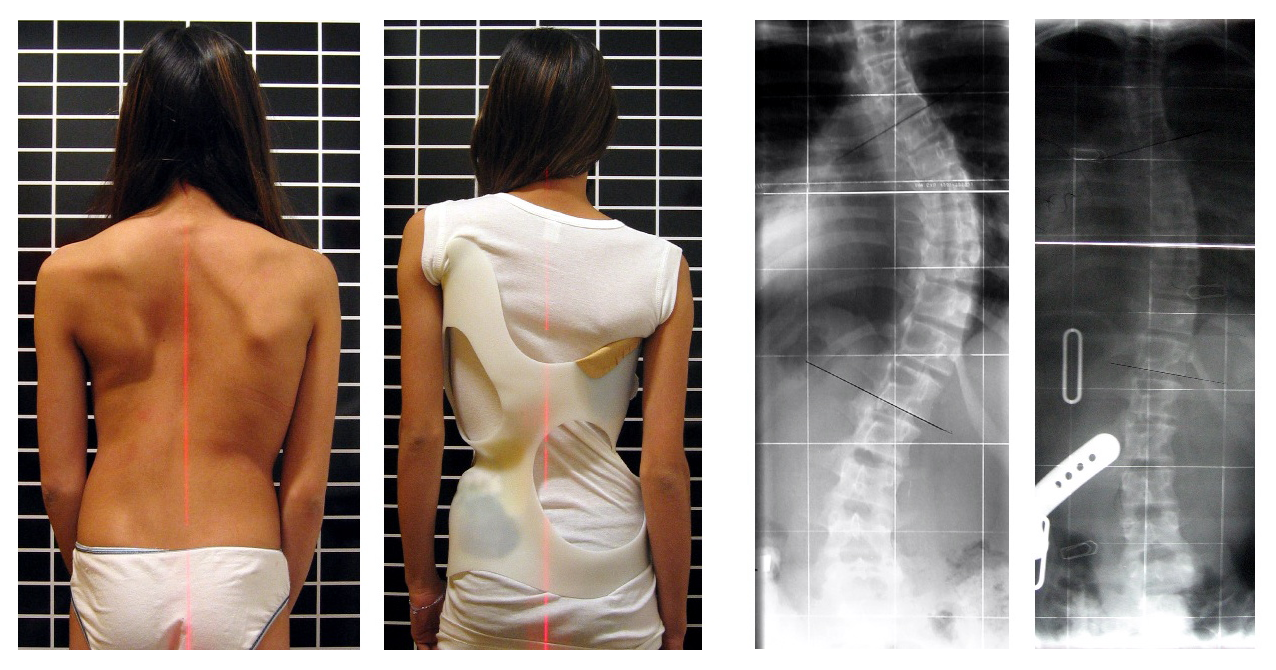
Пациентка в немецком корсете Шено с коррекцией дуги от 56 градусов изначально до 27 в корсете. Подобная оценка величины коррекции дуги корсетом на рентгеновском снимке в корсете является лишь одним из факторов оценки качества изготовления корсета.
Если пациент не сможет носить корсет с максимальной коррекцией по другим причинам нарушения качества изготовления корсета, то корсет будет бесполезен и даже вреден, так как пациент откажется от корсетного лечения вообще. Поэтому в Германии протезисты – специалисты по корсетированию – проходят четырехлетнее обучение в специальной Федеральной Академии Ортопедической Техники (BUFA) в Дортмунде и многомесячную специализацию по корсетам Шено, что и обуславливает высокую стоимость качественных корсетов (~3000 евро). Для граждан Германии и резидентов стоимость корсета полностью оплачивается страховыми больничными кассами, которые и регулярно отслеживают их качество и результаты ношения. Таким образом больничные кассы экономят свои объемные финансовые средства, которые в противном случае были бы потрачены на дорогостоящее оперативное лечение (38000-45000 евро) и пожизненную реабилитацию больных с необратимой параплегией в случае неудачного исхода операций.

Корсет Шено — ортопедический корсет для лечения сколиоза. В оригинале, изобретённом французским врачом Жаком Шено в конце 60-х годов XX века,  это было сложное наукоёмкое активно-корригирующее устройство ортопедической техники, внешне выполненное в виде простой пластиковой жилетки особой несимметричной индивидуальной формы (т.н. жёсткой протезной гильзы). Имеет детали крепления (пряжки или липучки), выделанный в пластике тазовый посадочный контур, особые зоны давлений(т.н. пелоты) и зоны расширений корсета по специальной системе Шено, а также иногда и возможные дополнительные приспособления (шины, костыльки, вкладыши). Корсет Шено предназначен для остановки прогрессирования (т.е.ухудшения) искривления позвоночника при  сколиозе и его уменьшения (т.е. коррекции дуги искривления). Это ортопедическое устройство было изобретено в начале 70-х годов XX века бывшим военным французским врачом-ортопедом Жан Жаком Шено (14.05.1927–14.07.2022)  (фр. Jean Jacgues Cheneau)   долгое время усовершенствовалось автором и получило всемирное признание лишь в последние годы уже в XXI веке ,  как единственно лечебное средство при сколиозе среди таких, как массаж, гимнастика, физиотерапия, остеопатия, мануальная медицина, чья эффективность была подтверждена современной доказательной медициной относительно корсетов германского производства произведённых по стандартам немецкой Федеральной школы ортопедических технологий BUFA.
За изобретение корсета и спасение детей от калечества доктор Шено был награждён высшей наградой Франции - Орденом Почетного Легиона. 
В немецкоязычных медицинских источниках о сколиозе часто встречается фраза "Корсет Шено – благословение Божие". Однако, эти слова относились лишь к высококачественным корсетам немецких производителей и результатам их ношения. Неправильно сделанный корсет является ничем иным как пыткой и скорее "карой Божией".

## Показания к назначению корсета Шено
- Наличие у растущего пациента на свежих снимках стоя сколиотической дуги от 18 до 60°  по Коббу.
- Необходимость корсетоношения в качестве предоперационной подготовки при сколиотической дуге более 60° в период длительного ожидания очереди на получение квоты для бесплатной операции.
- Необходимость корсетоношения в качестве поддерживающей терапии после операции.

## Противопоказания
- Кожные заболевания таза и туловища пациента.
- Функциональные и дегенеративные нарушения дыхательной, костно-мышечной и сердечно-сосудистой систем, которые не могут допустить каких-либо механических воздействий на тело.

## Принцип действия
Принцип корсетотерапии Шено основан на развитии концепции американского ортопеда, скульптора и живописца Эдвилла Герхарда Абботта(1871-1938), представленной в 1913 году на ортопедическом конгрессе в Берлине  (где он был назван немцами "Гением ортопедии") , которая подразумевает оказание давления корсетом на выпуклые реберные деформации туловища и ограничение дыхательных движений грудной клетки со стороны выпуклой реберной деформации(горба). А также принудительного дыхания вогнутой частью грудной клетки для коррекции этих вогнутых участков грудной клетки и последующей деротации (разворота на место) позвонков в дуге искривления.
В общем случае, в корсете Шено должна  создаваться система специальных 48 зон коррекции ( зон давлений и расширений). Корсет Шено активно воздействует на тело пациента в трёх плоскостях: фронтальной, сагиттальной и горизонтальной (Пространственные отношения в анатомической терминологии). Это позволяет избежать снижения физиологических показателей функций внешнего дыхания, а также атрофии мускулатуры.

## Внешний вид

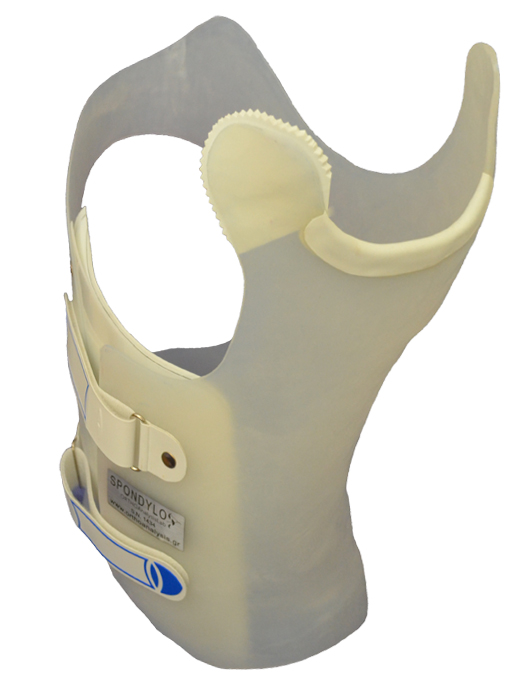
Вариант корсета Шено

Корсет Шено изготовлен из термопластических материалов(полипропилена, полиэтилена низкого давления) и представляет собой жёсткую гильзу. Внутри неё расположены зоны давления, противоположно которым расположены зоны расширения, представленные отверстиями (камерами). Задача этих камер – приём тканей, которые будут смещаться в нужном направлении в процессе коррекции. Застёгивается корсет с помощью ремней (липучек). Иногда, у пациента незначительно приподнято плечо корсетом для придачи нужной позы коррекции.
Оригинальные корсеты Шено создаются с учётом разработанной им концепции 48 зон давлений и расширений. Концепция зон позволяет избежать ненужных страданий пациентов в виде болей, пролежней и нарушений кровообращения и лимфооттока. В частности, при нарушении лимфооттока из-за неправильно сделанного корсета тело пациента может приобрести резкий неприятный запах, что приводит к буллингу таких подростков в школах. Неправильное размещение зон давлений и расширений – "на глаз" ( в том числе и на дисплее компьютера), часто является аналогом опасных тисков для тела и вызывает радикальный отказ пациентов носить такой мучительный корсет. Уместно упоминание об исторической  японской самурайской пытке корсетом под названием "сакуи", в которую превращается неправильно сделанный корсет Шено. 
Доктор Шено вместе с физиотерапевтом Катариной Шрот развивали концепцию трехмерного лечения сколиозов, т.е. они рассматривали искривление не в одной плоскости, как его видно на рентгеновских снимках, а сразу во всех трёх пространственных плоскостях как это и есть в реальности.
Это позволяло правильно смещать участки тела в нужные стороны, избегая образования тисков и ненужных страданий и так уже больных детей.
В последние годы эта сложная авторская концепция трехмерного лечения сколиоза подменена на созвучные по словам, но  идейно относительно примитивные 3-D  технологии , в которых речь идёт уже  только о технической стороне трехмерного  производства болванки для изготовления корсета при помощи фрезерных станков с ЧПУ, роботов-манипуляторов или 3-D принтеров и использовании лазерного сканирования для получения изначальной оригинальной формы тела.
Гладкость и внешняя красота корсета, которая привлекает подростков и их родителей , к сожалению, на самом деле часто является индикатором отсутствия понятия конкретного изготовителя подобного корсета о настоящей  концепции трехмерной коррекции сколиозов и 48 зонах доктора Шено. Подобное изготовление корсетов приводит к ненужным страданиям пациентов и к отдалённым минимальным результатам  ношения корсета, по сравнению с оригинальными корсетами Шено, которые значительно уменьшают дуги искривлений не только на рентгеновском снимке в корсете, а главное приводят к  выраженному значительному уменьшению градусов искривлений после отмены корсета и красивой симметричной форме спины выросших пациентов.

## Процесс лечения
Корсет рекомендуется носить на тонкую футболку. Использование вместо футболки майки может привести к натиранию подмышки краем корсета. Надевают корсет в положении стоя, но застёгивают лёжа, что помогает максимально выпрямить позвоночник, затягивая корсет.
После получения изделия пациент проходит процесс привыкания, каждый день понемногу прибавляя время пребывания в корсете. В конечном итоге нужно за 1-3 недели дойти до режима ношения в 18-23 часа в сутки. При использовании корсета необходимо постоянно следить за кожей в  местах давления корсетом, первую неделю обезжиривая ее 40-75 %  спиртом. Рекомендуется окончательно выйти на режим нахождения  в корсете 23 часа в сутки. Обычно привыкание после получения изделия составляет одну-три  недели в зависимости от возраста пациента и величины дуги искривления.
Во время всего периода ношения корсета пациент должен посещать ортезиста по крайней мере один раз в два-три месяца для коррекции корсета и отслеживания результатов ношения корсета с помощью клинического, фотофиксационного, и реже рентгенологического и биомеханического исследований. При необходимости (в большинстве случаев это один раз в году, в зависимости от темпов роста и  прогрессии  в лечении заболевания) происходит замена корсета на новый. Длительность ношения корсета и применение дополнительных методов оздоровления (вид лечебной физкультуры, плавание, гимнастика Шрот и т. д.) определяется врачом индивидуально для каждого пациента с учётом зрелости костей (Тест Риссера), тяжести деформации и риска её прогрессии.
При положительных результатах такого консервативного лечения и законченным костным ростом пациент проходит отвыкание от корсета по специальной схеме уменьшения времени ношения корсета, согласно специальным рентгенологическим тестам, сделанным по особой методике для принятия об отмене корсета.  Лечение корсетом продолжается до остановки роста и укрепления костей. Для каждого человека срок ношения корсета подбирается индивидуально. Отмену корсета может согласовать совместно только лечащие врач и ортезист, как наиболее компетентные в вопросе специалисты, иначе  может произойти потеря коррекций и многолетние усилия пациента и его семьи по ношению корсета станут напрасны.

## Изготовление корсета
До изготовления корсета должен быть сделан рентгенологический снимок как минимум стоя и проведены необходимые измерения углов искривления, роста стоя и сидя и массы тела. Затем для пациента изготавливается индивидуальный гипсовый слепок, снятый с его тела (эта процедура называется гипсованием), по которому в мастерской ортезист сначала делает статую, затем её трансформирует(модифицирует) согласно таблицам и  схемам зон Шено, и при помощи вакуума по этой новой форме делает пластмассовую заготовку корсета.
Существует метод изготовления корсета путем 3D-сканирования туловища вместо снятия гипсового слепка и последующее изготовление корсета на основании изменённой на компьютере виртуальной модели туловища на фрезерном станке с ЧПУ или роботе.
Следует четко разделять трехмерную коррекцию сколиоза по Шено и Шрот как лечебный метод и 3D-сканирование с 3D моделированием корсетов как относительно простую производственную технологию при производстве корсетов.
Трехмерная коррекция по Шено может выполняться как вручную на гипсовом слепке компетентным мастером, так и по виртуальной 3D форме. Но слова "3D моделирование"  корсета не обязательно означает, что корсет создан с лечебной трехмерной  коррекцией по Шено и Шрот.
Преимуществом метода 3D сканирования является отсутствие гипсового загрязнения в приёмном кабинете и чистота кожи пациента (примечательно, что в косметологии гипсовые маски наоборот специально применяются для очищения и повышения тонуса кожи). 
Недостатком 3D-технологии является невозможность моделирования костных ориентиров тела пациента, так как это возможно делать только при гипсовании, что может сказаться на окончательном результате ношения корсета из-за дальнейшей недостаточной комплаинтности (т.е. добровольного согласия пациентов на ношение корсета в предписанном режиме) и недостаточной точности выполнения самих конкретных коррекций по зонам Шено. Следовательно, пациенты плохо носят неудобные и малоэффективные корсеты, не видя собственных результатов их ношения своими глазами. Аналогично и родители пациентов морально устают оказывать психологическое давление на своих детей, избегающих носить неадекватные корсеты. Поэтому результатом работы хорошего мастера-ортезиста считаются не рентгенснимки с максимальной коррекцией в корсете, но который было невозможно носить, а выросшие стройные взрослые девушки с гибким позвоночником, ровной спиной и здоровой сохранившейся психикой (как известно, пациентов со сколиозом женского пола в 10 раз больше чем мужского).
С помощью техники 3D сканирования и моделирования, она же иногда называется и  CAD/CAM можно сделать корсет в течение считанных часов. Однако без наработанной ранее вручную библиотеки форм корсетов и без присмотра опытного ортезиста, имеющего стаж ручного изготовления корсетов, такая технология и  скорость изготовления сама по себе не имеет для пациента никаких преимуществ. 
Готовый корсет всегда окончательно и крайне тщательно подгоняется вручную ортезистом под пациента во время более часовой примерки и затем исправляющая функция получившегося корсета оценивается по рентгеновскому снимку пациента в корсете лечащим  ортезистом, а затем и направлявшим на корсет лечащим врачом-ортопедом.

### Краткое сравнение методов изготовления корсетов

#### Ручной гипсовый слепок — классический "золотой стандарт"
Технология: мастер-ортезист быстро (менее 4 минут) накладывает циркулярно гипсовые бинты на таз и заготовленные заранее лангеты из бинтов на верхнюю часть торса пациента в положении коррекции, затем сразу вручную моделирует зоны давления (т.н. пеллоты) по костным ориентирам (ребра, подвздошные гребни, остистые отростки).  
Преимущества:
- прямой тактильный контроль при формировании рельефа слепка 
- возможность моментальной коррекции слепка на пациенте 
- более точное соответствие анатомическим особенностям при сложных деформациях
- ниже стоимость оборудования для мастерской и как правило ниже стоимость самих корсетов.

#### 3D-технологии — современная альтернатива, но со следующими ограничениями:
В реальности , сканирование создает цифровую модель, однако:
- не передает плотность тканей и их реакцию на давление  
- требует виртуального моделирования слепка без тактильной обратной связи 
- готовый пластиковый корсет может потребовать больше ручных доработок и переделок.

#### Ключевые исследования (SRS, 2020)[9]
- эффективность корсета на 73% зависит от мастерства ортезиста (vs. 27% - от метода получения слепка)
- при угле Кобба >40° ручное моделирование дает на 15% лучшую первичную коррекцию 
- различия в долгосрочных исходах статистически незначимы при легких искривлениях (<25°)  

#### Практические выводы
Критически важны не технологии, а следующие моменты: 
– знания и опыт ортезиста и его пространственное воображение: умение "читать" трёхмерную деформацию и предвидеть биомеханику коррекции в пространстве 
– клинический контроль: примерка на пациенте, клиническая оценка зон давлений и эффективности корсета,  с последующей точной рентгеновской оценкой степени коррекций.  
– ручная доводка: любой корсет (даже с применением 3D-печати или 3D-фрезеровки на станках с ЧПУ) требует филигранной окончательной подгонки с подрезкой, шлифовкой и термоформованием пластика корсета во время примерки.
Когда 3D-сканирование оправдано и предпочтительно:
– для пациентов с кожными заболеваниями (аллергия на гипс)  
– при создании серии корсетов для быстро растущих детей с небольшим сколиозом на основе одной  базовой модели(болванки), чтобы сэкономить будущие расходы пациентов на следующее полное изготовление новых моделей(болванок) из-за необходимости частой смены корсетов. Применяется в таком случае первичная болванка с её модификацией.
– в регионах без мастеров высокой квалификации (возможна передача цифровых моделей туловищ по линиям связи в более компетентные центры ортезирования. Однако, вопрос окончательной подгонки корсетов и разделения ответственности за результат корсетирования составляет определённую серьезную проблему, как и распределение финансовых поступлений за выполненные работы).
Заключение: качественный корсет Шено, изготовленный по ручному гипсовому слепку опытным мастером с поэтапным моделированием на пациенте: 
- обеспечивает лучшую биомеханическую точность,
- часто комфортнее в ношении,
- может быть экономически эффективнее в производстве и для пациента.  
3D-технологии — полезный инструмент, но они не заменяют компетенцию ортезиста. Главное — не метод получения слепка, а следующие факторы: 
1) квалификация , опыт и знания специалиста,
2) многократные примерки с коррекцией,
3) индивидуальный подход к деформации.

## Проблемы текущей ситуации с корсетированием
Корсет Шено не является зарегистрированной торговой маркой,он не был запатентован Шено и не существует единого стандарта или руководства по точному созданию таких корсетов. Шено лично обучал своих последователей-энтузиастов на специальных семинарах по всему миру. Германская федеральная школа  ортопедических технологий (BUFA) в Дортмунде собрала под своим крылом часть таких энтузиастов  и ввела на своей базе курс обучения  производству корсетов Шено на немецком языке. Так же раз в два года осенью в Регенсбурге под Мюнхеном в период начала Октоберфеста  проводится  семинар BUFA для протезистов-ортезистов, практикующих метод, где обсуждаются сложные случаи сколиоза и ошибки в корсетировании. 
Сложность знаний в области корсетов для лечения сколиоза, от планирования и технической реализации до поддержки пациентов, к сожалению, на сегодняшний день привлекает лишь очень узкий круг специалистов. Например, только два кандидата ежегодно сдают выпускной экзамен по ортезированию в Германской федеральной школе  ортопедических технологий (BUFA), используя корригирующий ортез модели Шено или аналогичное устройство .
Так как корсеты полностью оплачиваются германскими больничными кассами по 3000 евро, то врачи-эксперты больничных касс следят за качеством изготовления корсетов путем оценки отдаленных результатов ношения корсетов и будущей потребности в операциях по сколиозу среди носивших и не носивших корсеты конкретных производителей. Бо́льшую квоту заказов на будущий 
год от больничных касс получают те, кто имеет лучшие результаты ношения корсетов и следовательно экономит финансовые средства больничных касс, которые в будущем были бы потрачены на дорогостоящие операции пациентам. Германские производители корсетов развивают собственные марки , а не марку "корсет Шено", например фактические корсеты Шено теперь называются корсетами CcTec, Ortholution, RC-system, Rahmouni, Gensingen brace  и т.д. 
Напротив, в РФ с 2012 года изготовление индивидуальных ортопедических изделий не требует лицензии от государства. Не требуется теперь даже наличие дипломированных протезистов-ортезистов и врачей-ортопедов в штате предприятия, производящего ортопедические изделия, как было необходимо для получения лицензии на протезно-ортезную деятельность до 2012 года. Корсеты вообще не считаются в РФ официальными лечебными средствами (т.е. Минздрав ими официально не интересуется, не контролирует и их не оплачивает, а протезно-ортопедические предприятия не могут находиться прямо на территории больниц, как это обычно повсеместно практикуется в Европе и США). 
И корсеты считаются лишь средством технической реабилитации инвалидов( наравне с костылями, тростями, колясками, мочеприёмниками и т.д. ) и их финансированием для пациентов, имеющих инвалидность, занимается Социальный фонд РФ. 
Результаты ношения или не ношения корсетов в реальности не отслеживаются во всей общей массе таких больных и практически ни на что не влияют организационно и финансово. Государство не ставит задачу экономить свои средства путем уменьшения потребности в дорогостоящих  операциях по сколиозу,  и не пытается контролировать  создание качественных корсетов. Поэтому на рынке присутствует большое количество т.н. "корсетов Шено" ненадлежащего качества. Особенно остро эта проблема стоит с так называемым "бесплатными" корсетами для инвалидов. Так как критерием выигрыша государственного тендера на производство бесплатных корсетов для инвалидов является только цена. А их качество зависит лишь от личных моральных качеств самих производителей и никем не контролируется.